# Visciano
Visciano è un comune italiano di 4 135 abitanti della città metropolitana di Napoli in Campania. È il comune più orientale della città metropolitana di Napoli.

## Geografia fisica
Il territorio del comune di Visciano è quasi totalmente circondato dalla provincia di Avellino, sebbene facente parte della città metropolitana di Napoli, alla quale è unito solo in piccola parte, dividendo territorialmente la comunità montana Vallo di Lauro e Baianese e arrivando a confinare con Monteforte Irpino, in Irpinia.

## Monumenti e luoghi di interesse

### Architetture religiose
- Santuario di Maria Santissima Consolatrice del Carpinello
- Chiesa di Santa Maria Assunta in cielo
- Eremo dei Padri Camaldolesi

### La Madonna del Carpinello
Di notevole interesse artistico e culturale è il quadro della "Madonna Bruna", denominato Madonna del Carpinello a seguito del ritrovamento ai piedi di un albero di carpine, datato 1616. Il ritrovamento del quadro, avvenuto miracolosamente secondo la tradizione locale, ha dato l'incipit ad un culto Mariano nella piccola comunità agricola. 
Il quadro è attualmente esposto su di un alto trono marmoreo all'interno del santuario ad esso dedicato ed elevato nel dicembre 1986 alla dignità di basilica minore, sito in piazza padre Arturo D'Onofrio (già piazza Santuario).

## Società

### Evoluzione demografica
Abitanti censiti

## Cultura

### Media

#### Stampa
Alcuni periodici cittadini sono:
- Redenzione: periodico a cura dei Missionari della Divina Redenzione congregazione religiosa fondata da padre Arturo D'Onofrio

#### Radio
- Radio Carpine Visciano : emittente radiofonica legata alla Piccola Opera della Redenzione

## Economia
Dedito principalmente ad una forma di agricoltura artigianale centrata sul nocciolo.
Qui le cultivar più comuni sono Mortarella, S.Giovanni (campane a frutto allungato) e Camponica (campana a frutto grosso, ottima per il consumo da tavola).
Sin dal secondo dopoguerra, in stretto legame con la tradizione folcloristica locale, si è sviluppata una fervida industria pirotecnica artigianale di fama internazionale.
Di interesse è anche un notevole turismo religioso, dato dalla presenza di diverse chiese, una basilica minore, un ex convento dei frati Camaldolesi ora donati all'istituto dei "Missionari della Divina Redenzione" e altre strutture di ricezione e preghiera per i fedeli.

## Amministrazione
| Periodo    | Periodo    | Primo cittadino        | Partito      | Carica  | Note                                         |
| ---------- | ---------- | ---------------------- | ------------ | ------- | -------------------------------------------- |
| 27-05-1997 | 26-05-2007 | Gambardella Pellegrino | Lista civica | Sindaco | lista Ppi (Pop)                              |
| 27-05-2002 | 27-05-2007 | Gambardella Pellegrino | Lista civica | Sindaco | lista La Margherita                          |
| 28-05-2007 | 06-05-2012 | Montanaro Domenico     | Lista civica | Sindaco | lista Alleanza Civica Per Visciano           |
| 07-05-2012 | 10-05-2017 | Gambardella Pellegrino | Lista civica | Sindaco | lista Unione di centro (Udc)                 |
| 11-6-2017  | 11-6-2022  | Meo Gianfranco         | Lista civica | Sindaco | lista Movimento Popolare                     |
| 12-6-2022  | In carica  | Trinchese Sabato       | Lista civica | Sindaco | lista Risveglio Civico - Visciano ai Giovani |

### Gemellaggi
- Gerena

### Altre informazioni amministrative
Il comune fa parte della Comunità montana Partenio - Vallo di Lauro.

## Galleria d'immagini

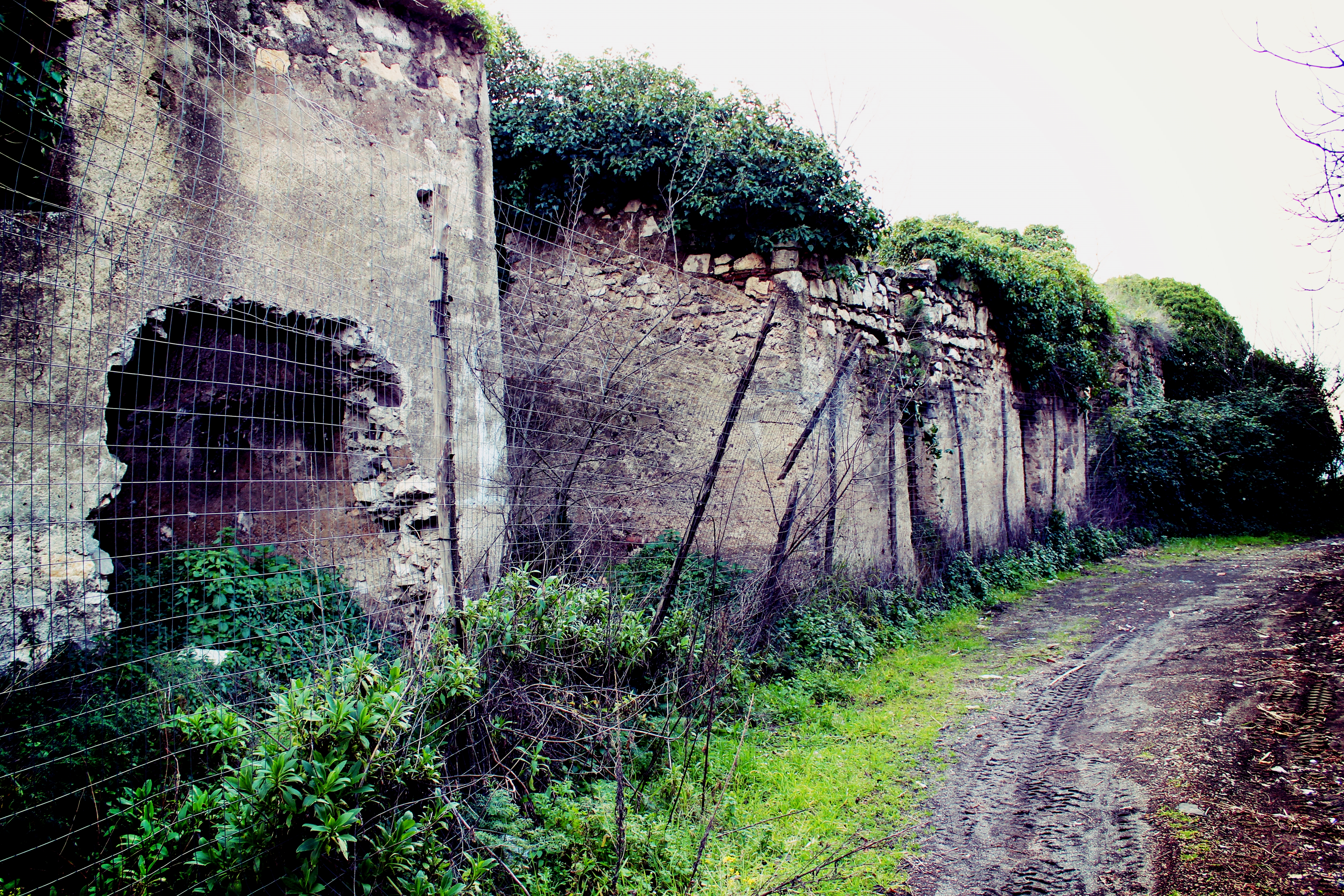
Camaldoli vecchi
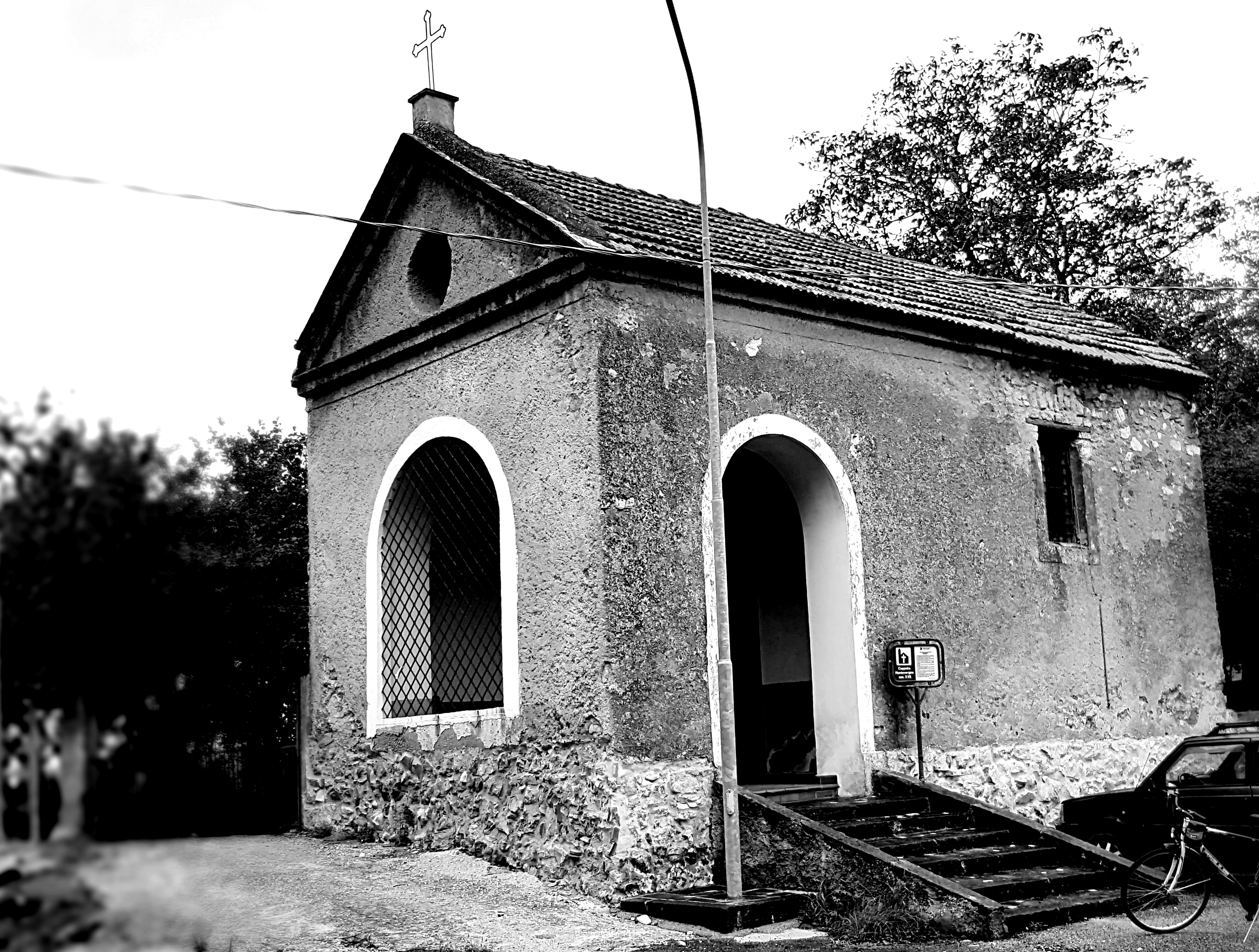
Cappella di Santa Maria di Montevergine
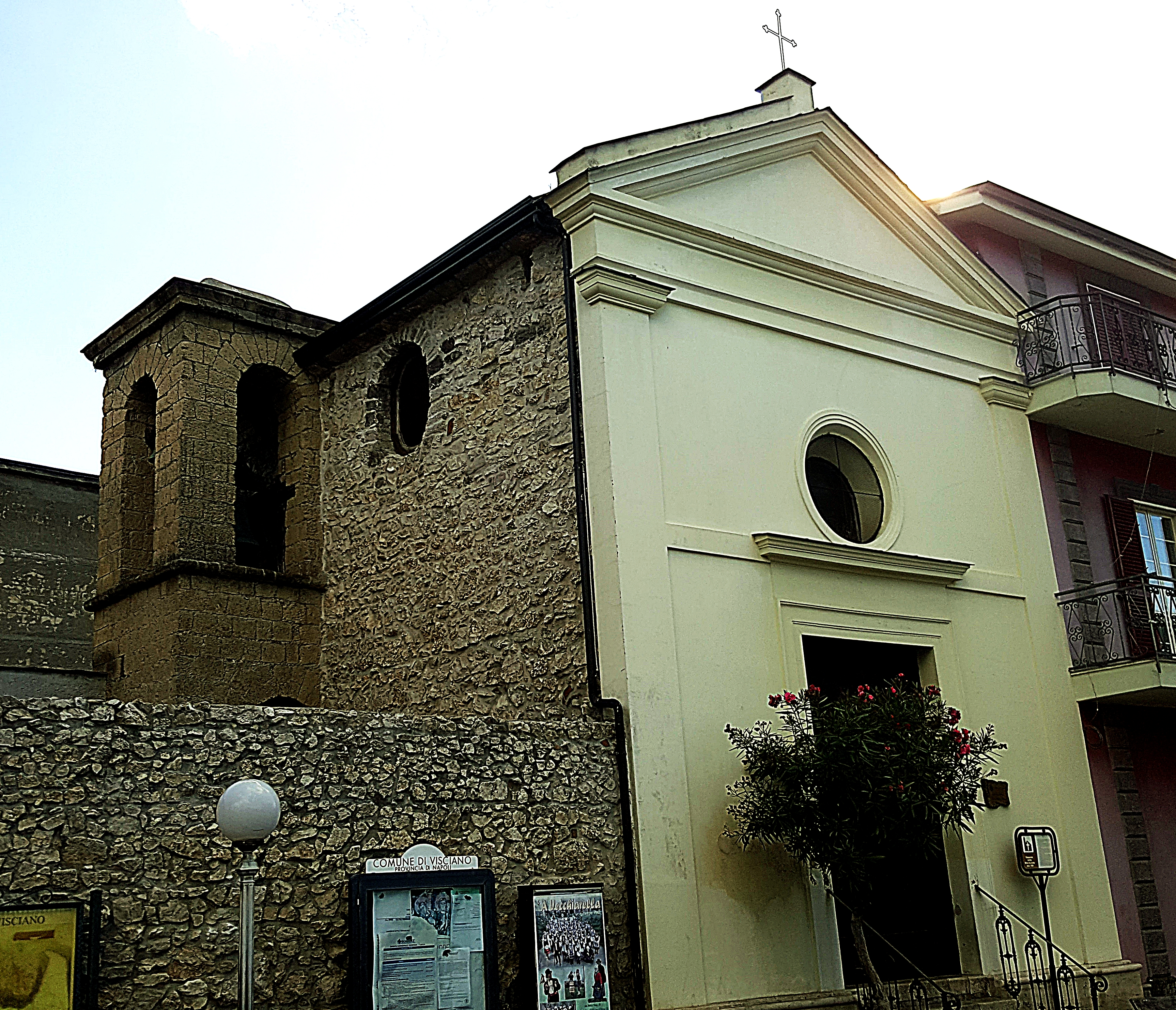
Chiesa della Misericordia
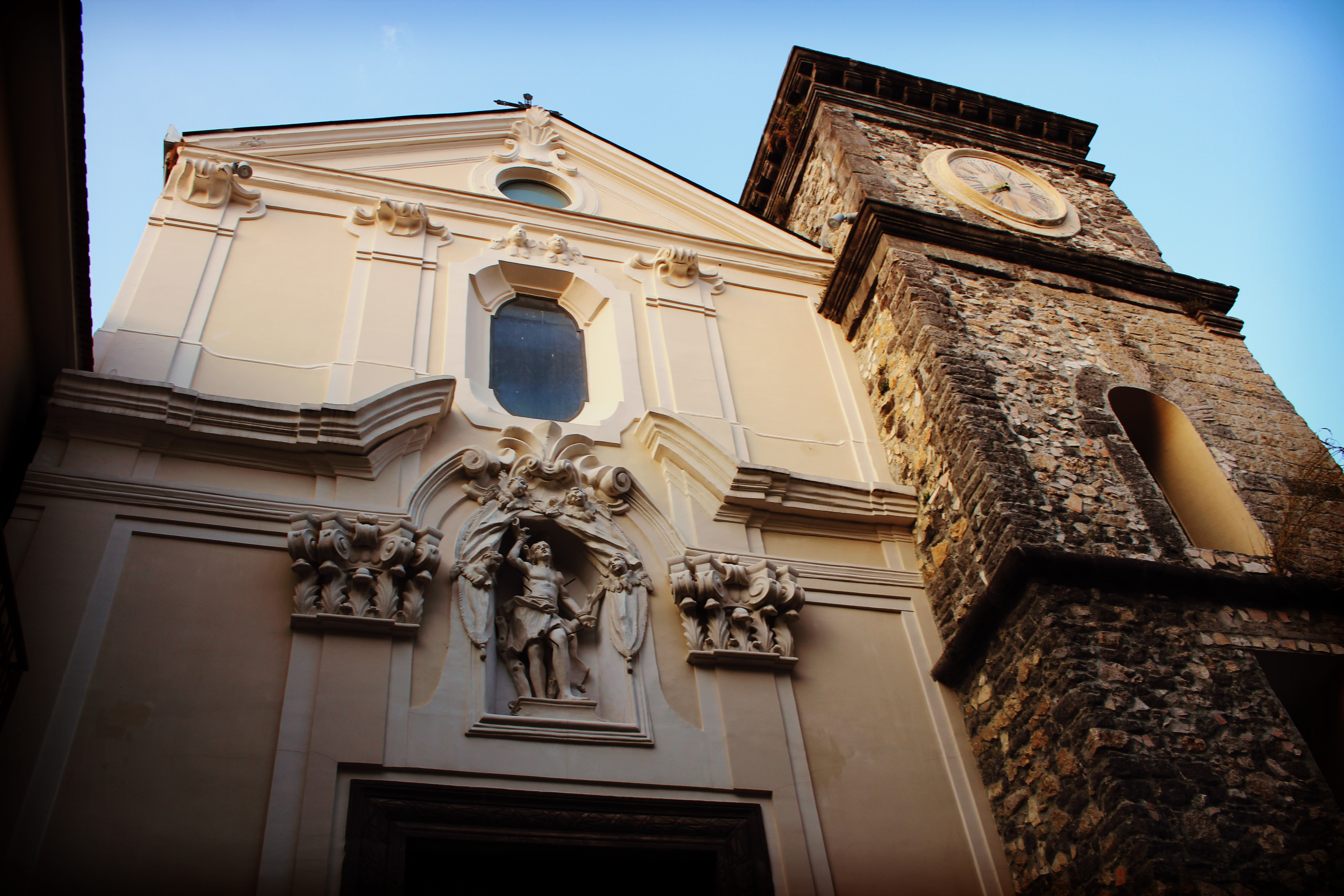
Chiesa di San Sebastiano facciata esterna
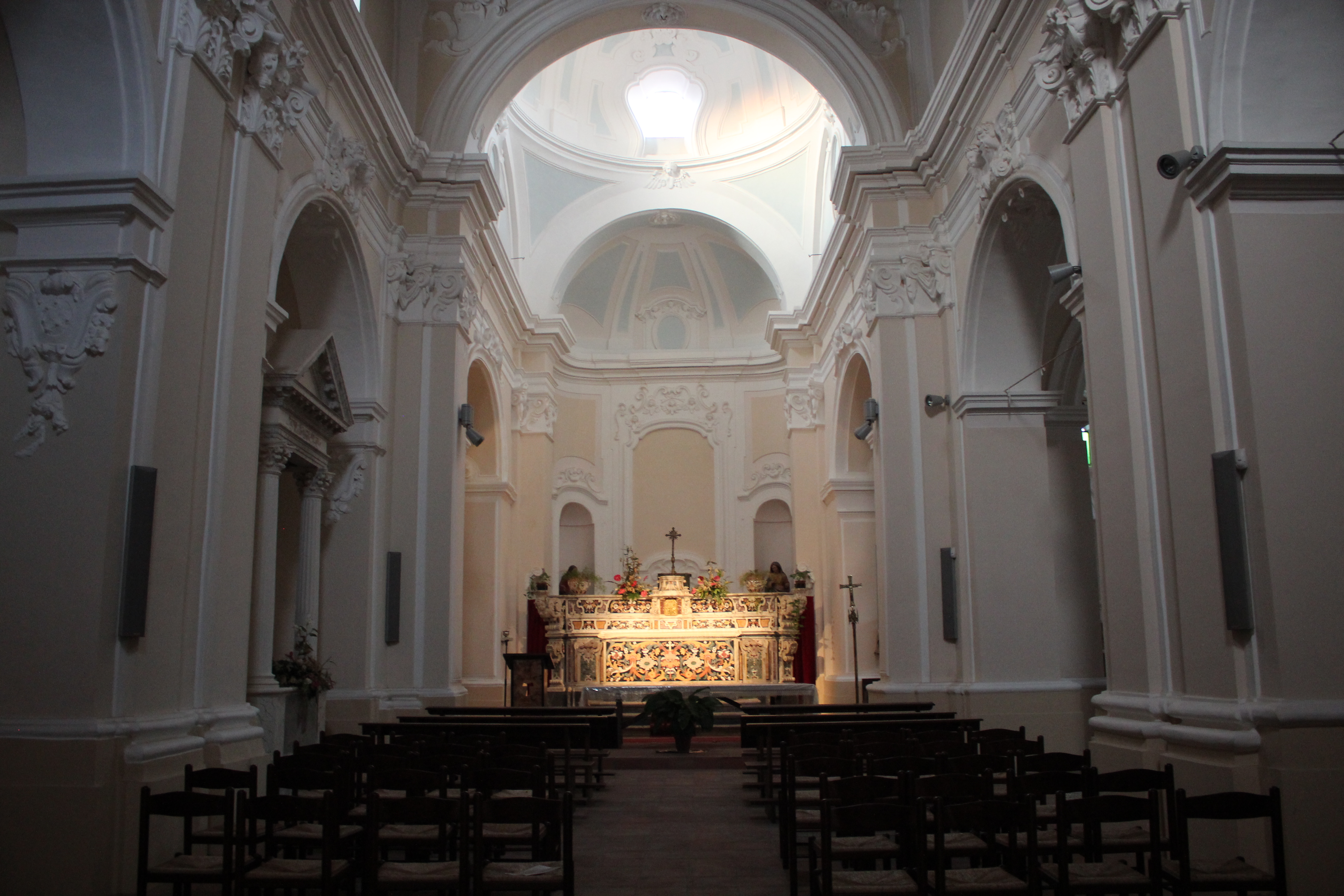
Chiesa di San Sebastiano
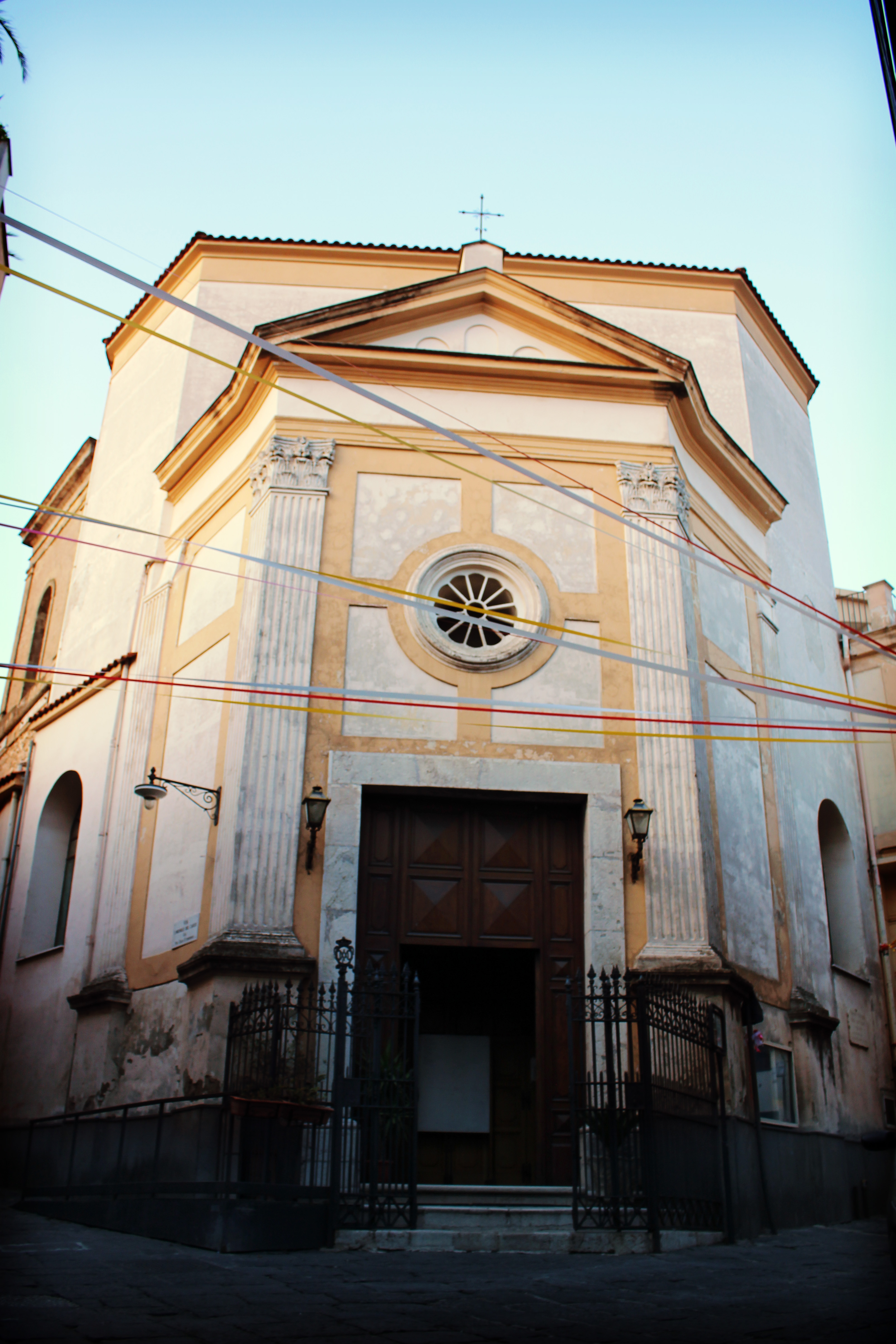
Chiesa di Santa Maria Assunta in Cielo
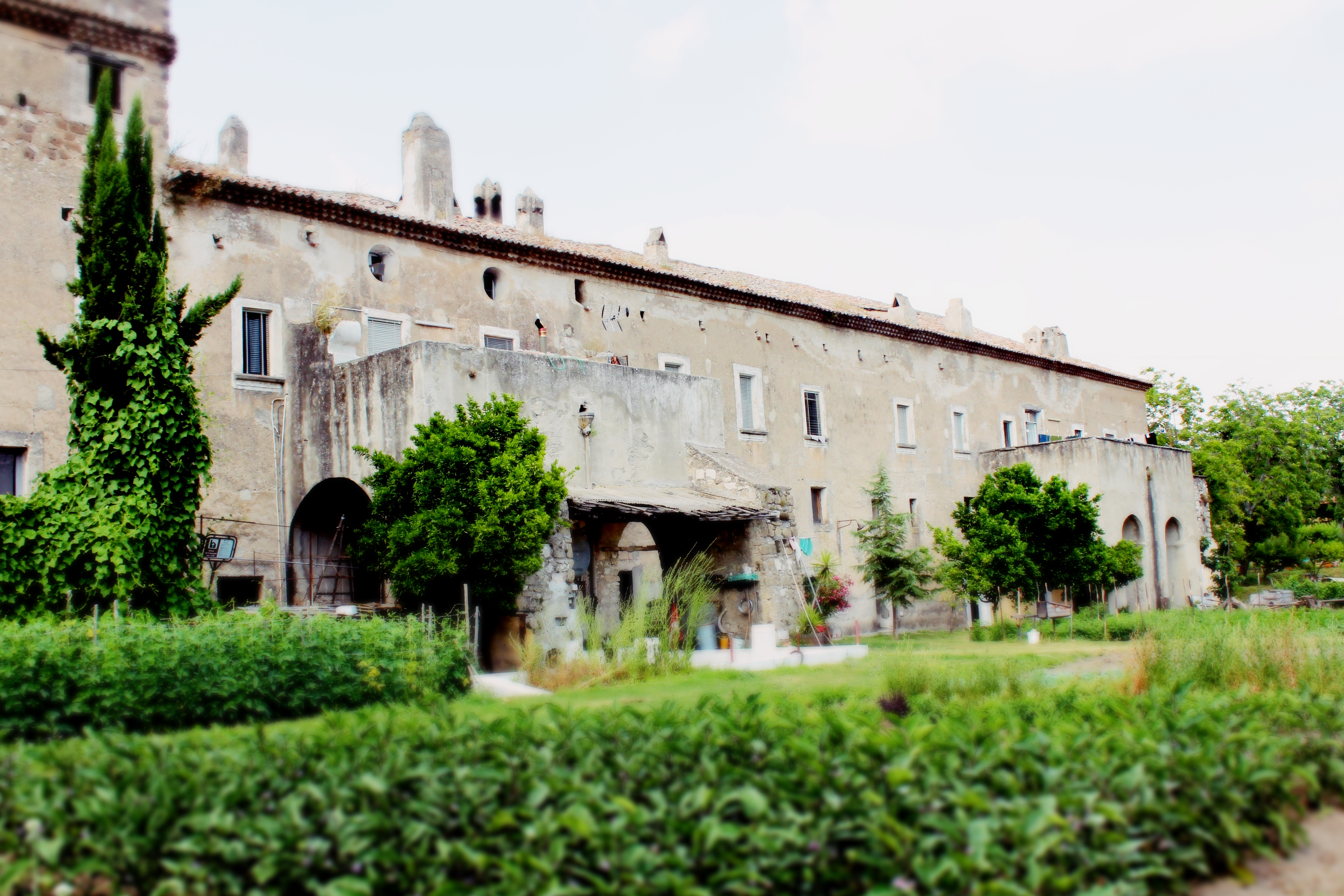
Eremo dei Camaldoli
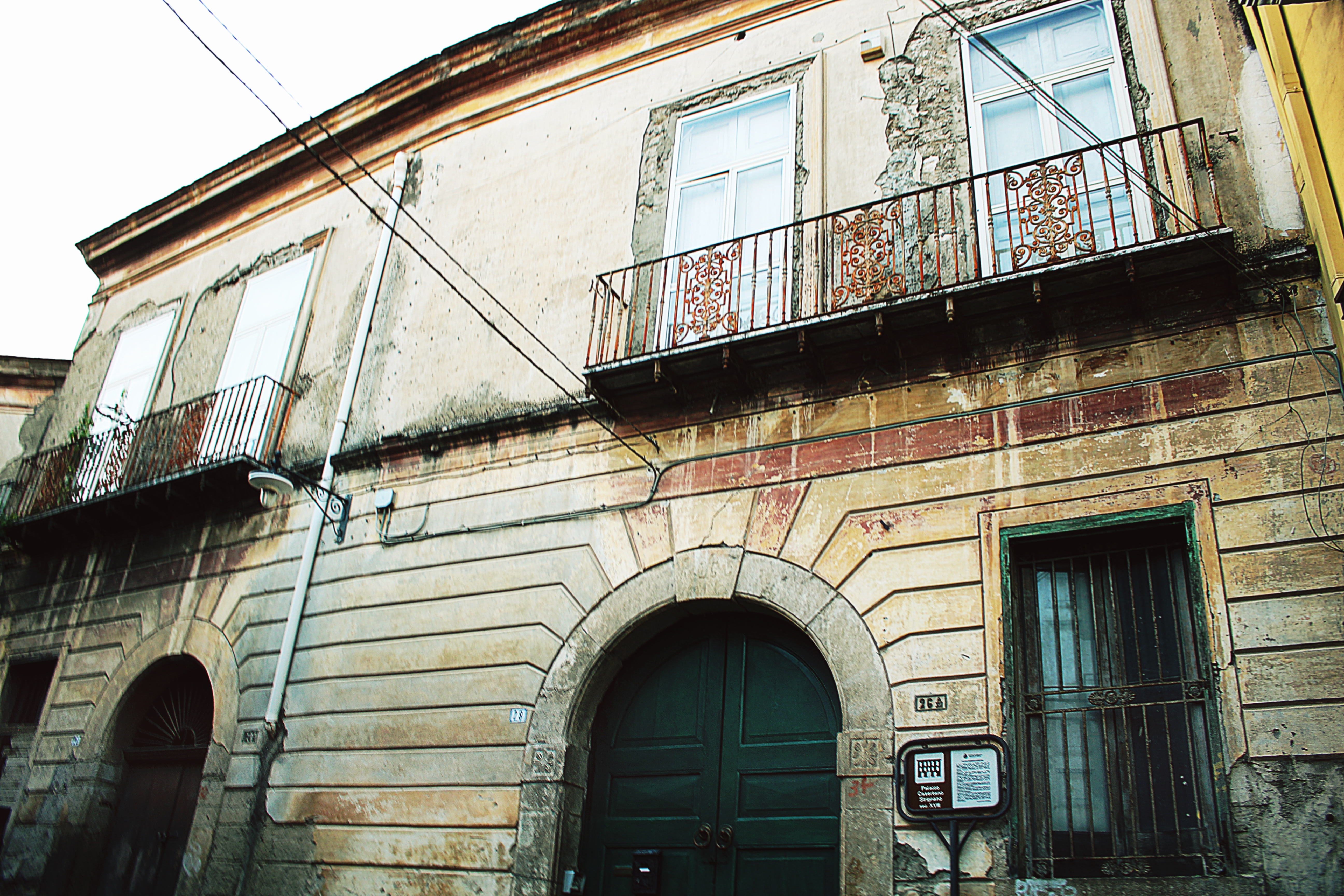
Palazzo Casertano-Sirignano
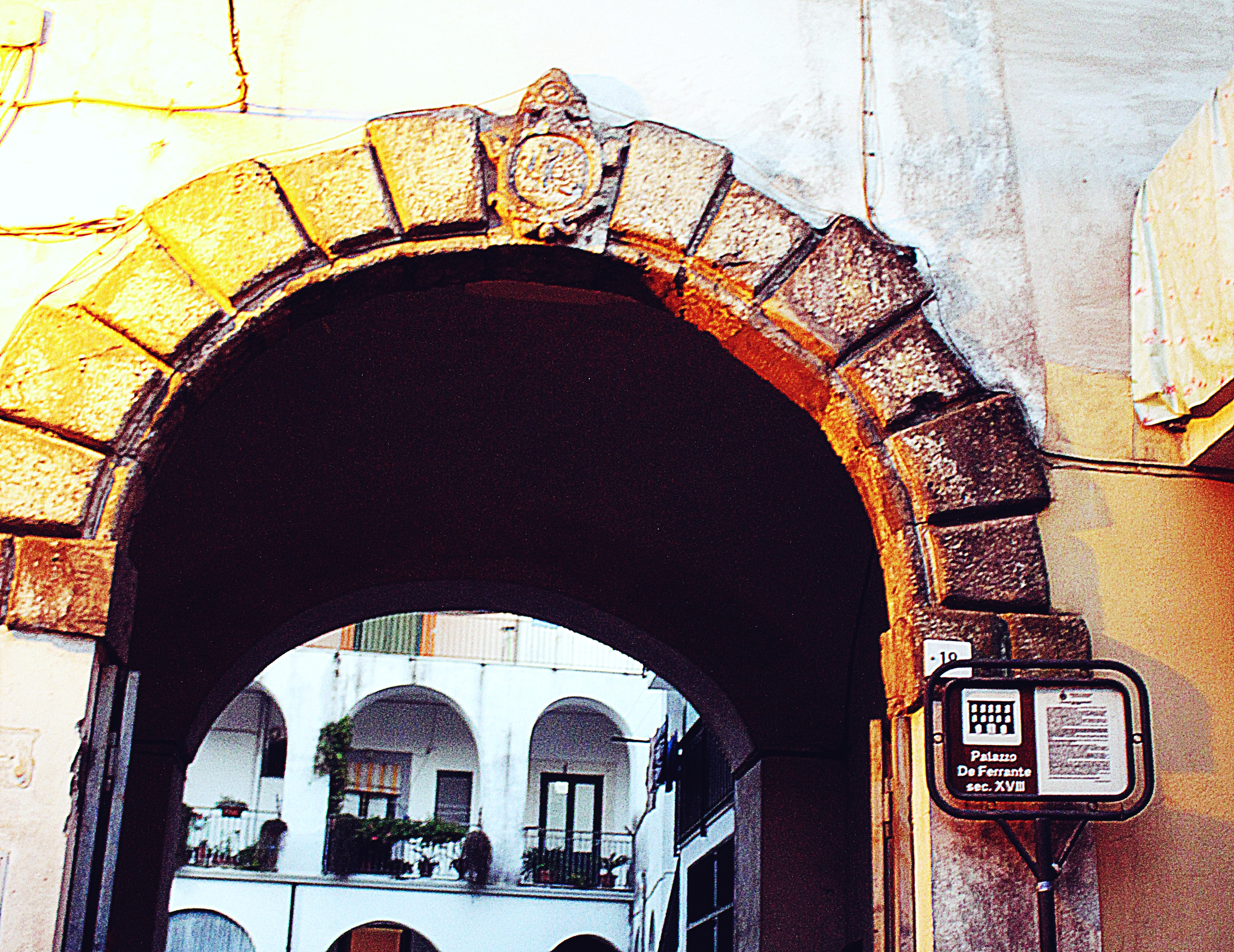
Palazzo De Ferrante
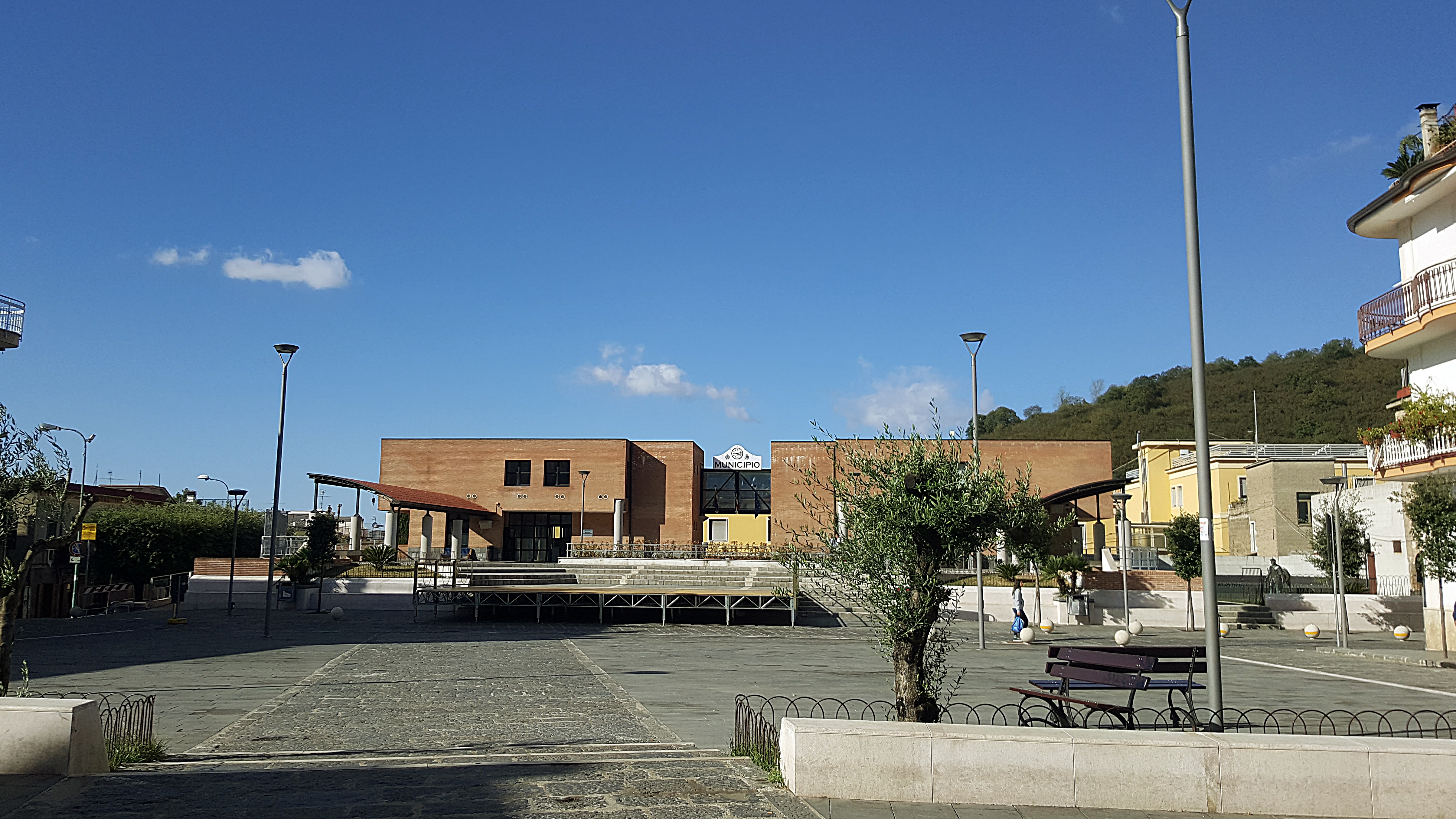
Piazza Lancellotti